# (210997) Guenat
(210997) Guenat est un astéroïde de la ceinture principale.

## Description
(210997) Guenat est un astéroïde de la ceinture principale. Il fut découvert le 14 décembre 2001 à Vicques par Michel Ory. Il présente une orbite caractérisée par un demi-grand axe de 2,16 UA, une excentricité de 0,11 et une inclinaison de 4,9° par rapport à l'écliptique.

## Compléments